# مشروب مشتعل

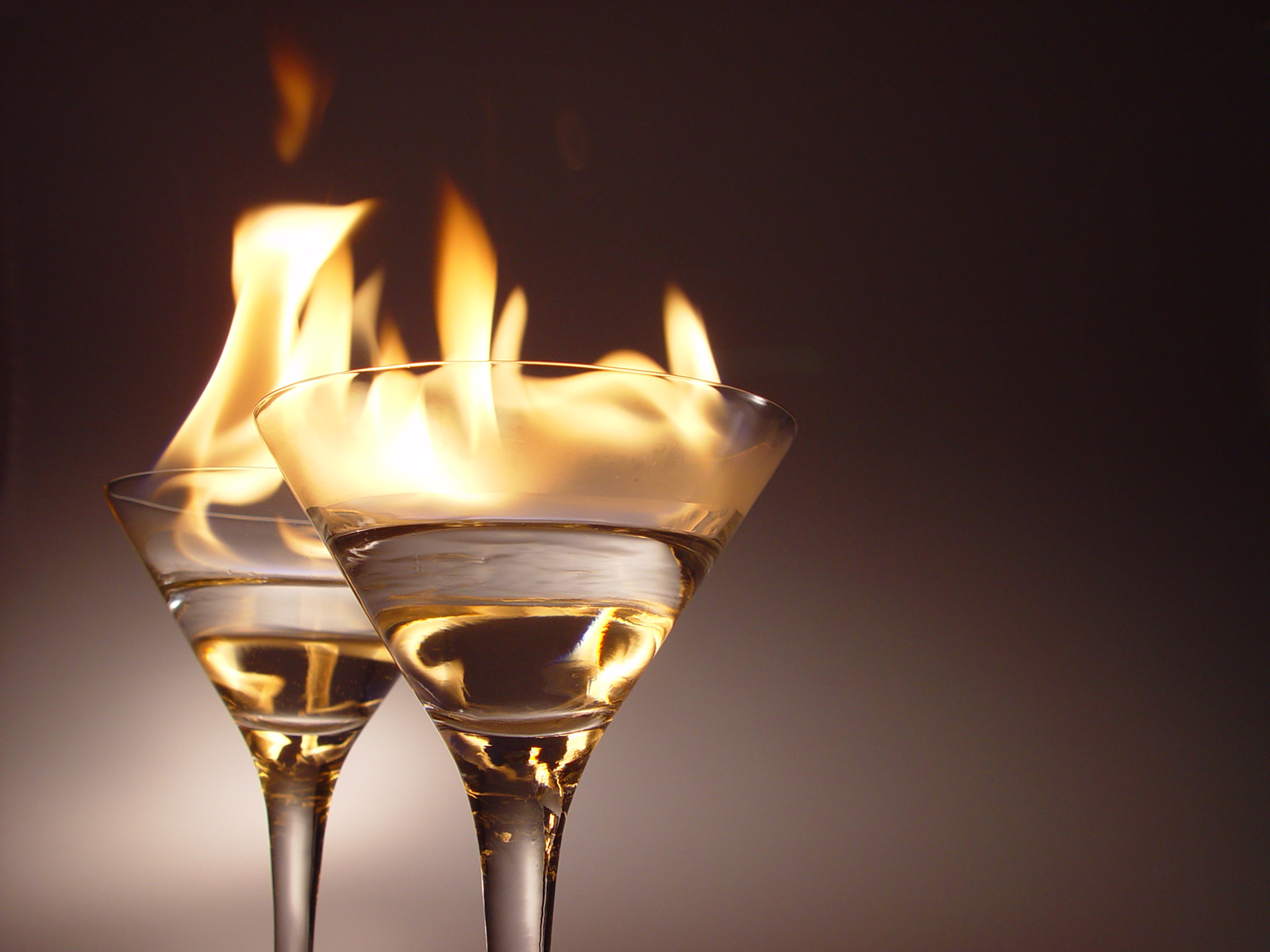
كوكتيلات مشتعلة

المشروب المشتعل هو كوكتيل أو مشروب مختلط آخر يحتوي على كحول قابل للاشتعال وعالي التركيز، والذي يُشعل قبل تناوله. قد يكون الكحول جزءًا لا يتجزأ من المشروب، أو قد يطفو على شكل طبقة رقيقة فوق المشروب. تُستخدم النيران في الغالب لإضفاء لمسة درامية. ومع ذلك، بالاشتراك مع بعض المكونات، يتغير طعم المشروب. تُعزز بعض النكهات، وقد تُضفي العملية نكهة محمصة على بعض المشروبات.

## التاريخ

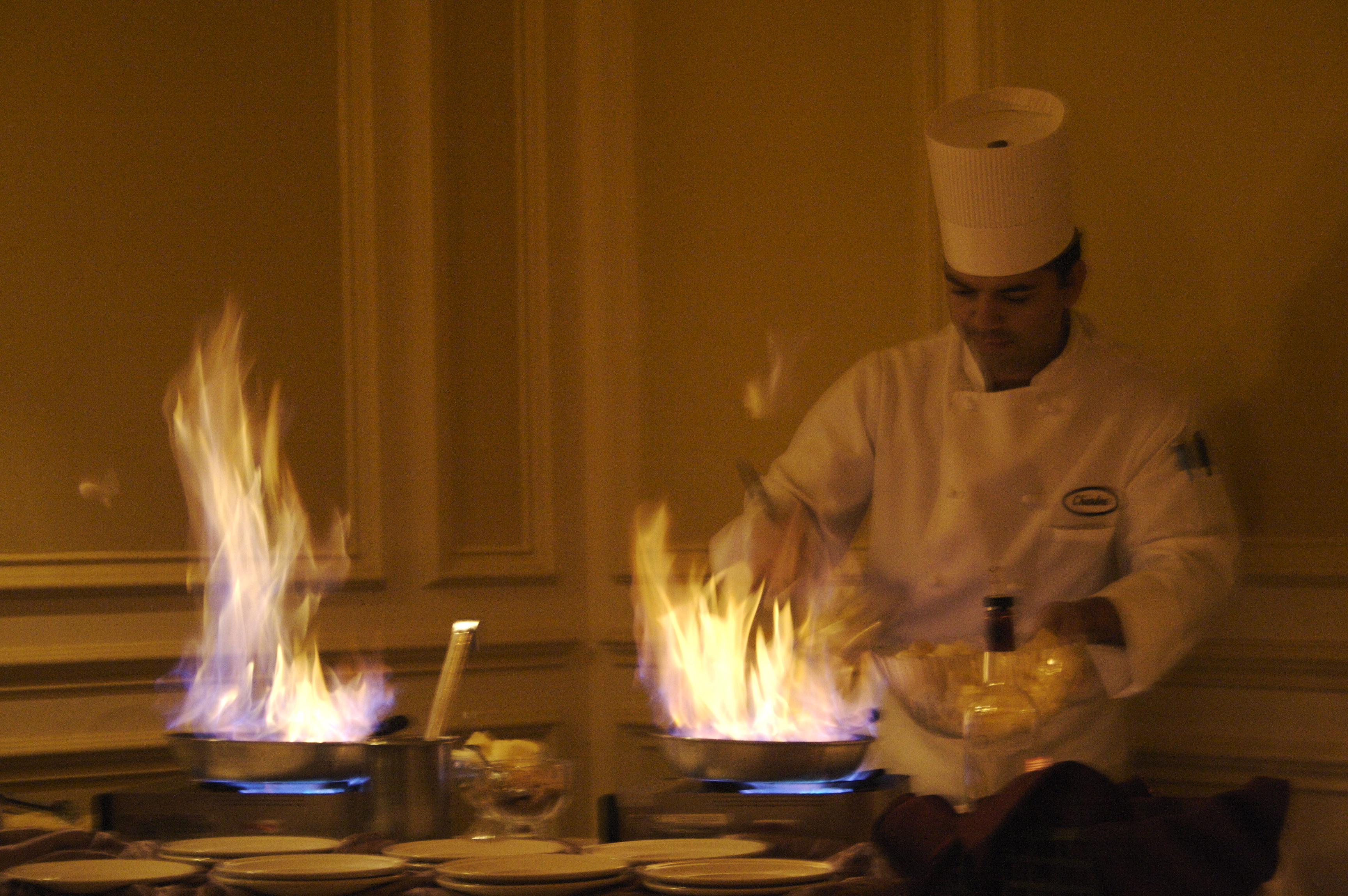
أحد الطهاة يقوم بتحضير كريب سوزيت

في حين استهلك الكحول تاريخيًا مشروبًا واستخدم وقودًا للنار، إلا أن أول حالة لاشتعال مشروب كحولي غير مؤكدة.
تتضمن عديد الوصفات التقليدية للطعام استخدام الكحول المُشتعل عمليةً أساسية أو مكونًا رئيسًا. تُعرف طريقة الطهي هذه عادةً باسم «فلامبيه». يُعتبر كل من بنانة فوستر وتشيريز يوبيل، وبومب ألاسكا، وكريب سوزيت، وستيك ديان، وكوك أو فين من بين الأطباق المشهورة التي تستخدم هذه الطريقة لإضفاء نكهات معقدة على الطعام، وفي حالة جميعها باستثناء الأخير، لتقديم مشهد استعراضي على المائدة. خلال العصر الفيكتوري، أصبح إشعال البودينغ على البخار تقليدًا شائعًا.

### المشروبات المبكرة
في منتصف القرن التاسع عشر، كان الصالون النموذجي يقدم المشروبات الروحية الأساسية، مثل الويسكي أو البراندي أو الجن. للحصول على نكهة حلوة، يمكن إضافة القليل من السكر. في المناسبات الخاصة واعتمادًا على توافر المكونات، قد تُقدم أنواع مختلفة من المشروبات الكحولية، أو مشروبات تودي أو مشروبات البيض أو المشروبات الكحولية المخمرة، أو النبيذ الساخن، وخاصةً في المناسبات الاجتماعية. في وقت ما بين القرن السابع عشر وستينيات القرن التاسع عشر على الأقل، بدأ الناس في إشعال النار في الكحول.

### كوكتيل بليزر أزرق

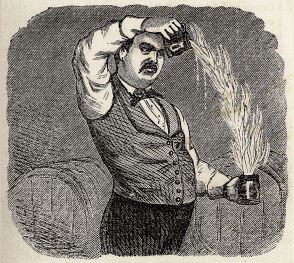
جيري توماس، مؤلف أول كتاب يحتوي على وصفات الكوكتيل

يضمّ أول دليل للسقاة، الذي ألّفه جيري توماس ونُشر في عام 1862، على وصفة أول كوكتيل مشتعل، وهو كوكتيل «السترة الزرقاء». يصف كتاب «كيفية مزج المشروبات» :76–77 طريقة تحويل مشروب التودي الساخن المُحضّر من الويسكي إلى «تيار مُشتعل من النار السائلة»:

197. سترة زرقاء.

(استخدم كوبين كبيرين مطليين بالفضة، مع مقابض.)
كأس واحد من النبيذ من الويسكي الاسكتلندي.
1 مكرر. الماء المغلي.
ضع الويسكي والماء المغلي في كوب واحد، ثم أشعلي السائل بالنار، وأثناء الاشتعال اخلط المكونين عن طريق سكبهما أربع أو خمس مرات من كوب إلى آخر، كما هو موضح في المقطع. إذا تم ذلك بشكل جيد، فسيكون له مظهر تدفق مستمر من النار السائلة.
نحليها بملعقة صغيرة من السكر الأبيض المدقوق، ثم نقدمها في كوب صغير مع قطعة من قشر الليمون.
«السترة الزرقاء» ليس لها اسم مبهج أو كلاسيكي للغاية، لكن مذاقها أفضل للحنك مما يبدو للأذن. إن الناظر الذي ينظر لأول مرة إلى فنان ذي خبرة، وهو يقوم بتركيب هذا المشروب، من الطبيعي أن يستنتج أنه كان رحيقًا لبلوتو وليس باخوس. يجب على المبتدئ في خلط هذا المشروب أن يكون حذرًا حتى لا يحرق نفسه. لكي تصبح ماهرًا في رمي السائل من كوب إلى آخر، سيكون من الضروري التدرب على استخدام الماء البارد لبعض الوقت.:76–77
ظهر الكوكتيل بشكل بارز في الدراما الصحفية التي كتبها صامويل فولر،  «بارك رو» (1952).

## الأمان
أُغلقت الحانات على وجه التحديد بسبب الفشل في اتباع قواعد الحرائق والتعريض المتهور للخطر. كما عانى السقاة أيضًا من الحروق بسبب المشروبات المشتعلة.

## فلار بارتندنغ (فن الساقي البارع)

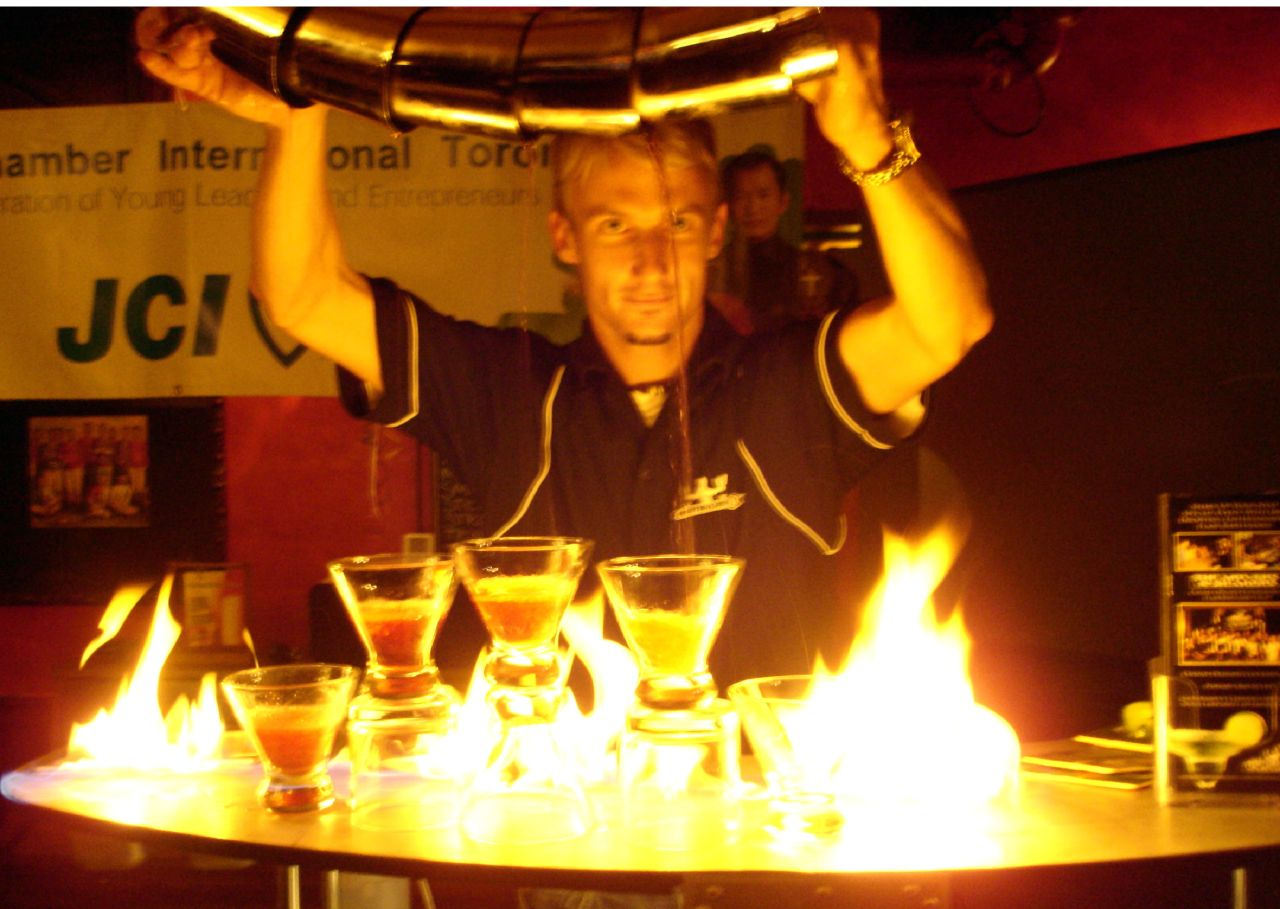
رجل يسكب خمسة أكواب مارتيني مشتعلة في نفس الوقت

يُعرف فن تحضير المشروبات المُختلطة بأسلوبٍ راقٍ ومُبهر، يتجاوز مُجرّد سكب المشروب من الزجاجة ببساطة، باسم «فن الساقي البارع» أو «فن الخلط الاحترافي». تتضمّن هذه المهارة حركاتٍ استعراضية بسيطة، كقلب الزجاجة أو تدويرها بسرعة، يستخدمها السقاة لإضفاء لمسةٍ من الإثارة وجذب انتباه الزبائن وإثراء تجربتهم. لكن، يُعتبر تحضير مشروبٍ مُشتعل قمة هذا الفن، حيث يُمثّل مستوىً مُتقدّمًا من المهارة والابتكار.غالبًا ما تكتسب الحانات والنوادي الليلية المتخصصة في هذا النمط من تقديم المشروبات الكحولية شهرةً واسعة بفضل هذه العروض البصرية المُذهلة، ويقصدها الزبائن للاستمتاع بهذا العرض الباهر بقدر ما يقصدونها للاستمتاع بالمشروبات نفسها.

### تويست برتقالي مشتعل
تحتوي قشور معظم الحمضيات، وخاصة البرتقال والليمون، على زيوت متطايرة قابلة للاشتعال. عندما تُعصر شريحة من القشر فوق مشروب فوق لهب، مثل عود ثقاب أو ولاعة، يمر الرذاذ الناتج عبر اللهب ويتكرمل قليلًا وينتج عنه تأثير لامع. أي تغيير في النكهة يكون طفيفًا، لكن فعل إشعال رذاذ زيت البرتقال يُعتبر أداءً استعراضيًا أكثر من كونه تحسينًا للطعم. يمكن استخدام هذه التقنية في أي وقت يُطلب فيه استخدام قشر الحمضيات في وصفة مشروب؛ ومع ذلك، فإن المشروبات ذات النكهات القوية أفضل لذلك من المشروبات الرقيقة. نظرًا لأنه بعد العصر، سيتم فرك القشر حول حافة الكوب ثم وضعه في المشروب، فمن الأفضل استخدام فواكه نظيفة للغاية. أيضًا، كلما كانت الفاكهة طازجة، زادت كمية الزيت الموجودة في القشر.

### قشور الفاكهة المشتعلة

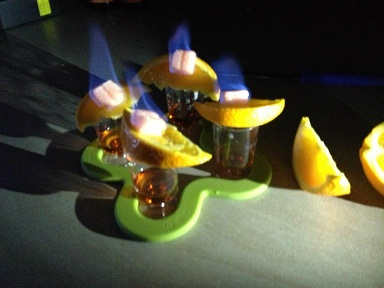
مكعبات سكر منقوعة في قشور البرتقال من مشروب الروم ستروه

تُقطع ليمونة أو ليمونة خضراء أو برتقالة صغيرة إلى نصفين، وتُفرغ من لبها، ثم تُوضع عادةً طافية داخل وعاء تيكي مزخرف مملوء بمشروبات كحولية ممزوجة وعصائر فواكه، أو تُوضع ببساطة داخل كأس براندي كبير. يُسكب بعد ذلك كمية صغيرة من الروم عالي التركيز (45٪ كحول بالحجم أو أكثر) في القشرة المجوفة وتُشعل بعناية.
يُحقق وضع مكعب السكر داخل القشرة فائدتين: أولاً، يعمل فتيلًا لإظهار لهب أفضل، وثانياً، يضيف وزناً إلى القشرة، ما يمنعها من الانزلاق والسقوط في المشروب. يُمكن أكل مكعب السكر بعد تكرمله على النار، ما لم يحترق بشكلٍ كامل. يمكن أيضًا وضع قشرة فاكهة مع سكر مشتعل على مشروب للتقديم أو لتأخير إشعال اللقطات المشتعلة. يمكن أيضًا استخدام شريحة أو قشر فاكهة أصغر حجمًا بدلاً من نصف الحمضيات، خاصةً إذا كانت الشريحة مخصصة للعض بعد شرب الكحول؛ يمكن أيضًا استخدام أطباق صغيرة مقاومة للحريق.

### الأفسنتين

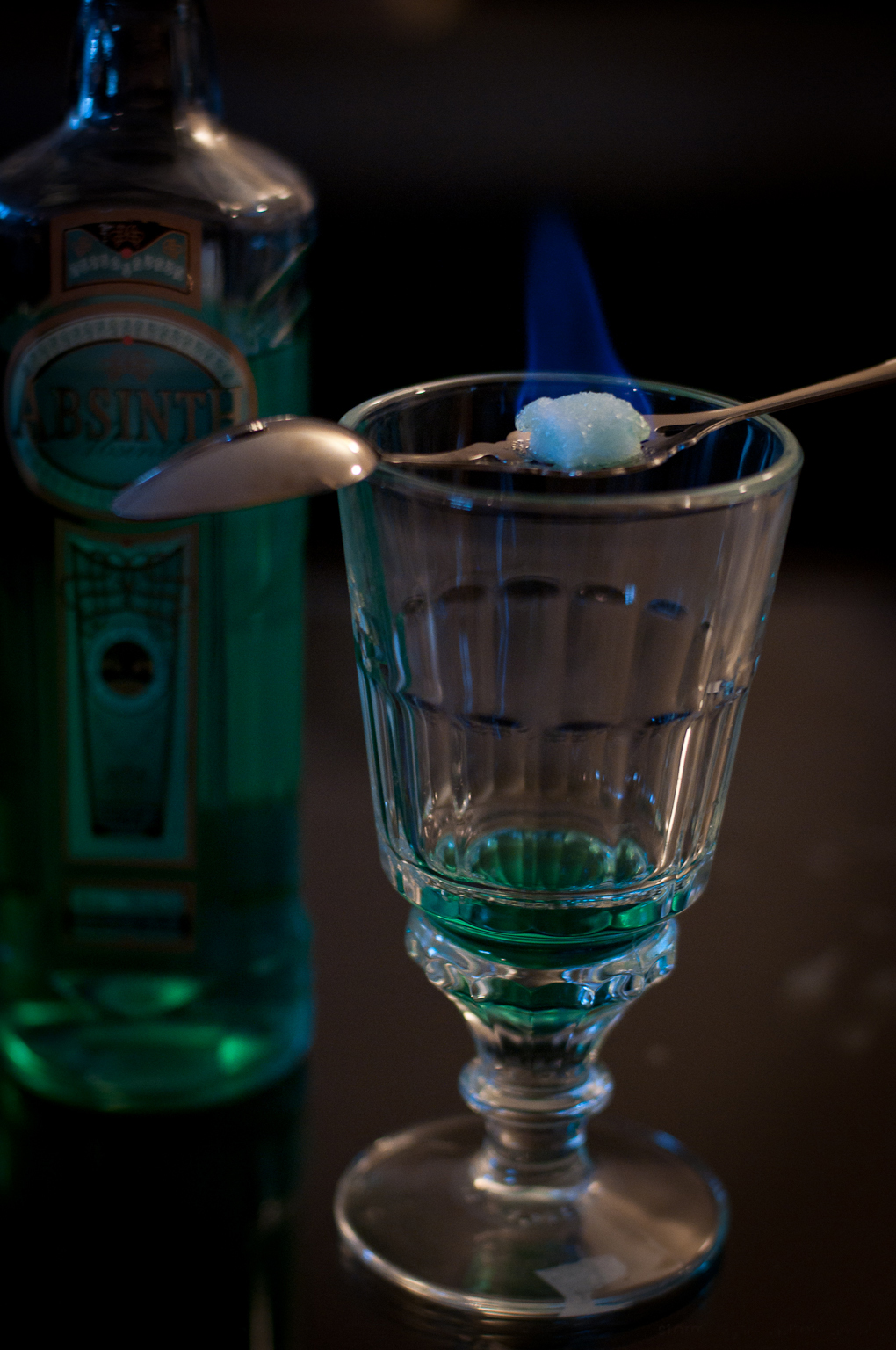
يمكن لطقوس الأبسنت البوهيمية أيضًا إشعال المشروب إذا تم تقطير السكر المشتعل فيه.

يُحضّر الأفسنتين تقليديًا وفقًا للطقوس الفرنسية، حيث تُذاب مكعبات السكر ببطء في الأفسنتين عن طريق سكب أو تقطير الماء المثلج فوق المكعبات؛ يتسبب مزيج الماء مع الزيوت النباتية الكارهة للماء في الأفسنتين في جعله غائمًا أو معكرًا. في حين أن طريقة التحضير التقليدية هذه لا تتضمن أي لهب، إلا أن الأفسنتين مشروب كحولي شديد الاشتعال وبالتالي فهو مناسب للاستخدام في الكوكتيلات المشتعلة.
هناك أيضًا طقوس بديلة لتحضير الأفسنتين، وهي الطقوس البوهيمية، التي تتضمن استخدام النار، ولكنها لا تشعل المشروب نفسه بشكل مباشر. فبدلًا من إذابة مكعب السكر ببطء في الماء البارد كما في الطريقة الفرنسية التقليدية، يُغمر مكعب السكر في الأفسنتين ثم تُشعل النار فيه. يؤدي ذلك إلى ذوبان السكر وتكرمله وتساقطه في الأفسنتين، مما يُغيّر نكهته بشكل ملحوظ. تُعتبر طقوس النار هذه ابتكارًا حديثًا نسبيًا، حيث نشأت في تسعينيات القرن العشرين. كان الهدف منها في البداية هو صرف الانتباه عن حقيقة أن الأفسنتين التشيكي في تلك الفترة كان في كثير من الأحيان مجرد فودكا عالية التركيز مع ألوان ونكهات اصطناعية، أي أنه لم يكن أفسنتين حقيقيًا بالمعنى التقليدي. ومع ذلك، فإن الطبيعة الاستعراضية والمثيرة لهذه الطقوس النارية أكسبتها شعبيةً دائمة، حتى بعد تحسن جودة الأفسنتين التشيكي الحقيقي لاحقًا.

## الكحولات المستخدمة
يمكن استخدام مجموعة متنوعة من المشروبات الكحولية، سواءً كانت منفردة أو ممزوجة، في تحضير المشروبات المشتعلة. من الناحية النظرية، أي مشروب كحولي يحتوي على نسبة كحول 40% (ما يُعادل 80 درجةً) أو أكثر يكون قابلاً للاشتعال، إلا أن نسبة 50% (100 درجةً) على الأقل مطلوبة لإنتاج لهب مستقر ومستمر. القائمة التالية تتضمن فقط المشروبات التي ذُكرت في مصادر إعلامية رئيسية موثوقة، وأي معلومات إضافية حول هذه المشروبات الكحولية تُنسب إلى المصادر المذكورة.
- الأفسنتين[7]
- الملوز[2]
- الكونياك[2]
- الإيفركلير[الإنجليزية][7]
- الجن - يحترق، لكن اللهب ليس كبيرًا مثل الكحوليات ذات القوة الأعلى.[6]
- غراند مارنييه[الإنجليزية] - يُعتقد عمومًا أن له رائحة طيبة أثناء حرقه.[12]
- كاهلوا[الإنجليزية][2][7]
- روم أوف بروف (يشار إليه عادة باسم "روم 151")
  - باكاردى 151  [لغات أخرى]‏ - يحترق بشكل خاص نظيف وسريع.[8]
  - Stroh 160 – قابلية اشتعال عالية ورائحة عطرة[16][17]
- بويتين[الإنجليزية] - يتم حرقها تقليديا.[18][19][20]
- سمبوكة - ينتج لهبًا أزرقًا كبيرًا وله رائحة اليانسون المميزة.[21]
- الويسكي الاسكتلندي[4]:76–77
- الفودكا - تنتج لهبًا أزرقًا كبيرًا.[21]

تُستخدم الجعة، بسبب محتواها العالي من الماء، في عديد الكوكتيلات لإطفاء اللهب ولإضافة النكهة. على سبيل المثال، في فيلم كوكتيل "دكتور بيبر" المشتعل، يُسقط كأس مشتعلة مليئة بالمشروبات الكحولية في كوب بيرة كبير ويُشرب على الفور.

## قائمة المشروبات المشتعلة
هناك عدد كبير من المشروبات المشتعلة، وكثيرًا ما يُبدع السقاة في ابتكار وصفات جديدة أو إضافة لمساتهم الخاصة على الوصفات الموجودة. القائمة التالية تتضمن فقط المشروبات التي ورد ذكرها في مصادر إعلامية رئيسية موثوقة. أي معلومات إضافية أو تعليقات متعلقة بهذه المشروبات تُنسب إلى المصادر المذكورة.
- الأفسنتين[7]
- المشتعلة بي-52  [لغات أخرى]‏[7][22]
- تيار خلفي[الإنجليزية]
- سترة زرقاء[الإنجليزية][4]:76–77[23]
- دكتور بيبر المشتعل[الإنجليزية][7]
- بركان مشتعل[الإنجليزية]، وعاء بركان[2]، أو وعاء تيكي لوف[2]
- زومبي مشتعل[الإنجليزية][6]

## الملاحظات
1. ↑  مثل كوكتيل مجموعة وعاء العقرب[الإنجليزية]
2. ↑  louche
3. ↑  التشيكية

## الروابط الخارجية
- Gulpology.com : A delicious Cocktail Recipes from expert gulpologists